# Superliga 2010-2011 (Slovacchia)
La Superliga 2010-2011 è l'undicesima edizione del massimo campionato di calcio slovacco. Ebbe inizio a fine luglio 2010 e si concluderà nel maggio 2011.

## Novità
Il Petržalka è stato retrocesso dopo essersi classificato all'ultimo posto nella stagione precedente, rimpiazzato dai vincitori della seconda divisione slovacca, il ViOn Zlaté Moravce, squadra che fa il suo ritorno nella massima divisione dopo un solo anno di assenza.

## Formula
Partecipano al campionato 12 squadre, pertanto, per garantire un ragionevole numero di giornate, sono previsti i classici gironi di andata e ritorno, a cui va a sommarsi un terzo girone che fissa il numero di giornate a 33.

La squadra campione di Slovacchia ha il diritto a partecipare alla UEFA Champions League 2011-2012, partendo dal secondo turno preliminare.

Le squadre classificate al secondo e terzo posto sono ammesse alla UEFA Europa League 2011-2012, partendo rispettivamente dal secondo e dal primo turno preliminare.

Retrocede direttamente l'ultima in classifica.

## Squadre partecipanti
- DAC Dunajská Streda
- Dubnica
- Dukla B.B.
- Senica
- VSS Košice
- Nitra

- Ružomberok
- Slovan Bratislava
- Spartak Trnava
- Tatran Prešov
- ViOn Z.M.
- Žilina (C)

## Classifica finale
|                       |     | Classifica Finale 2010-2011 | Pt | G  | V  | N  | P  | GF | GS | DR  |
| --------------------- | --- | --------------------------- | -- | -- | -- | -- | -- | -- | -- | --- |
| Slovacchia (bandiera) | 1.  | Slovan Bratislava           | 66 | 33 | 19 | 9  | 5  | 60 | 22 | +38 |
|                       | 2.  | Senica                      | 61 | 33 | 18 | 7  | 8  | 54 | 30 | +24 |
|                       | 3.  | Žilina                      | 55 | 33 | 14 | 13 | 6  | 47 | 25 | +22 |
|                       | 4.  | Spartak Trnava              | 49 | 33 | 13 | 10 | 10 | 40 | 30 | +10 |
|                       | 5.  | Dukla B.B.                  | 48 | 33 | 13 | 9  | 11 | 39 | 32 | +7  |
|                       | 6.  | ViOn Z.M.                   | 46 | 33 | 12 | 10 | 11 | 35 | 31 | +4  |
|                       | 7.  | Ružomberok                  | 41 | 33 | 10 | 11 | 12 | 23 | 33 | -10 |
|                       | 8.  | Nitra                       | 40 | 33 | 11 | 7  | 15 | 30 | 51 | -21 |
|                       | 9.  | DAC Dunajská Streda         | 36 | 33 | 9  | 9  | 15 | 24 | 39 | -15 |
|                       | 10. | VSS Košice                  | 33 | 33 | 8  | 9  | 16 | 28 | 44 | -16 |
|                       | 11. | Tatran Prešov               | 33 | 33 | 9  | 6  | 18 | 30 | 49 | -19 |
|                       | 12. | Dubnica                     | 31 | 33 | 7  | 10 | 16 | 23 | 47 | -24 |

## Statistiche e record

### Classifica marcatori
| Gol |  |  | Giocatore        | Squadra                       |
| --- |  |  | ---------------- | ----------------------------- |
| 22  |  |  | Filip Šebo       | Slovan Bratislava             |
| 18  |  |  | Ondřej Smetana   | Senica                        |
| 11  |  |  | Tomáš Majtán     | Žilina                        |
| 11  |  |  | Tomáš Oravec     | Žilina                        |
| 10  |  |  | Koro Koné        | Spartak Trnava                |
| 10  |  |  | Jaroslav Diviš   | Senica                        |
| 9   |  |  | Róbert Rák       | Nitra                         |
| 8   |  |  | Marko Milinković | VSS Košice/ Slovan Bratislava |
| 8   |  |  | Róbert Pich      | Dukla B.B./ Žilina            |

### Capoliste solitarie
- 2ª giornata:  Nitra
- 5ª giornata:  Senica
- 7ª giornata:  Senica
- 10ª giornata:  Senica
- Dall'11ª giornata alla 20ª giornata:  Žilina
- 21ª giornata:  Senica
- Dalla 22ª giornata alla 23ª giornata:  Žilina
- Dalla 24ª giornata alla 29ª giornata:  Senica
- Dalla 30ª giornata alla 33ª giornata:  Slovan Bratislava

### Record
- Maggior numero di vittorie:  Slovan Bratislava (20)
- Minor numero di sconfitte:  Slovan Bratislava (5)
- Migliore attacco:  Slovan Bratislava (63 gol fatti)
- Miglior difesa:  Slovan Bratislava (22 gol subiti)
- Miglior differenza reti:  Slovan Bratislava (+41)
- Maggior numero di pareggi:  Žilina (12)
- Minor numero di pareggi:  Tatran Prešov (6)
- Minor numero di vittorie:  Dubnica (7)
- Maggior numero di sconfitte:  Tatran Prešov (18)
- Peggiore attacco:  Ružomberok e  Dubnica (23 gol fatti)
- Peggior difesa:  Nitra (51 gol subiti)
- Peggior differenza reti:  Dubnica (-24)